# Emil-Mörsch-Denkmünze

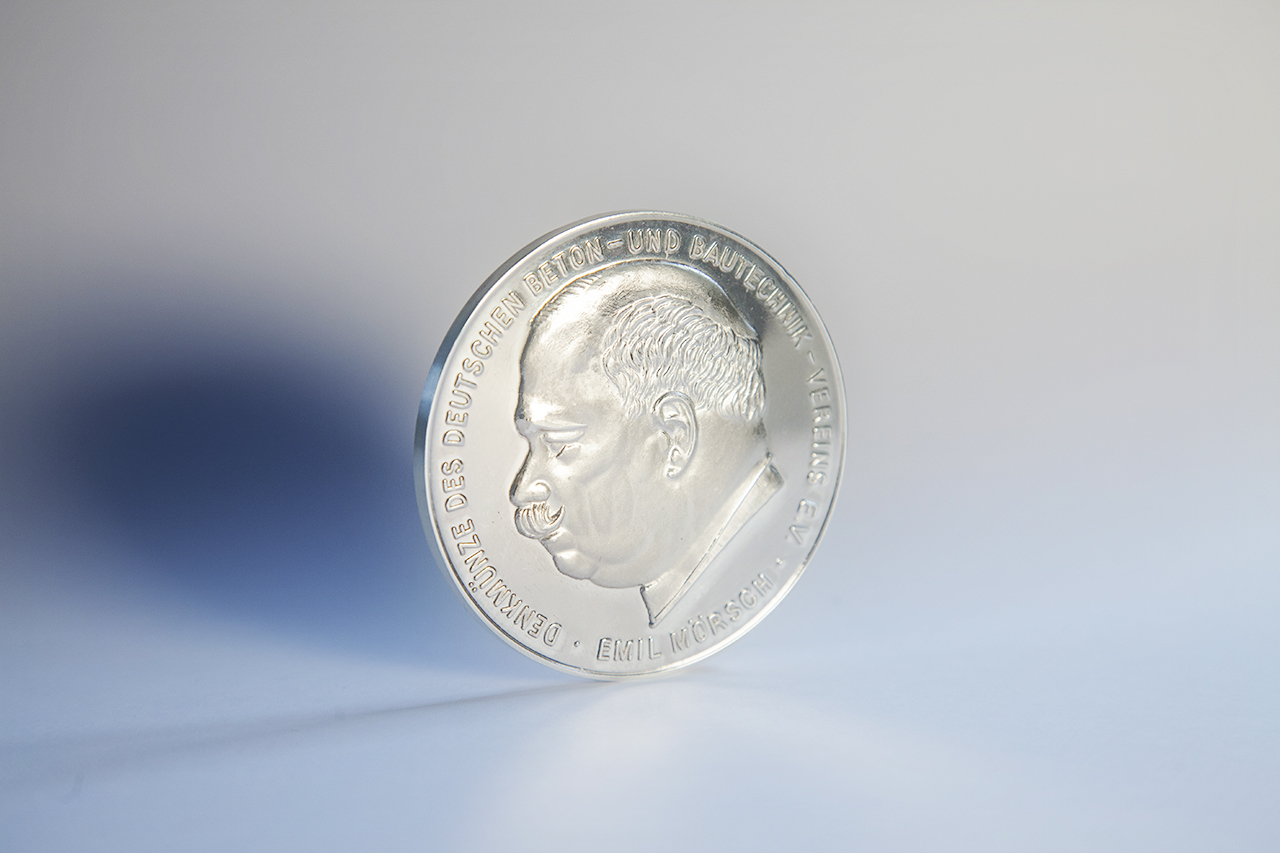
Emil-Mörsch-Denkmünze (2019)

Die Emil-Mörsch-Denkmünze wurde 1938 vom Deutschen Beton-Verein (DBV) initiiert, um Persönlichkeiten zu ehren, die sich auf dem Gebiet des Betonbaus ausgezeichnet und diese Bauart gefördert haben. Der DBV ist ein wissenschaftlicher Verein der Deutschen Bauwirtschaft.
Anlass war 1938 das vierzigjährige Vereinsjubiläum und benannt wurde sie nach dem Bauingenieur Emil Mörsch (1872–1950), einem hervorragenden Wissenschaftler auf dem Gebiet des Beton- und Stahlbetonbaus, der sich um die theoretische Entwicklung und praktische Anwendung dieser Bauart verdient gemacht hat.
Die Emil-Mörsch-Denkmünze wurde zwischen 1938 und 1957 jährlich, ab 1959 alle zwei Jahre verliehen. In den Jahren 1945 bis 1948 fand keine Verleihung statt. Bis heute (Stand April 2025) findet sich keine Frau unter den Preisträgern.

## Preisträger
| - 1938 Emil Mörsch (1872–1950) - 1939 Fritz Todt (1891–1942) - 1940 Franz Dischinger (1887–1953) - 1941 Otto Graf (1881–1956) - 1942 Fritz von Emperger (1862–1942) - 1943 Leopold Ellerbeck (1872–1945) - 1944 Karl Schaechterle (1879–1971) - 1945–1948 nicht verliehen - 1949 Walter Nakonz (1887–1969) - 1950 Willy Gehler (1876–1953) - 1951 Adolf Kleinlogel (1877–1958) - 1952 Bernhard Wedler (1895–1975) - 1953 Ulrich Finsterwalder (1897–1988) - 1954 Max Lütze (1889–1968) - 1955 Bruno Hampe (1892–1970) - 1956 Alfred Hummel (1891–1973) - 1957 Hubert Rüsch (1903–1979) | - 1959 Eugène Freyssinet (1879–1962) - 1961 Ludwig Lenz (1888–1969) - 1963 Pier Luigi Nervi (1891–1979) - 1965 Hermann Bay (1901–1985) - 1967 Fritz Leonhardt (1909–1999) - 1969 Nicolas Esquillan (1902–1989) - 1971 Hans Minetti (1898–1991) - 1973 Kurt Walz (1904–1999) - 1975 Pieter Blokland (1920–1976) - 1977 Wolfgang Zerna (1916–2005) - 1979 Ben C. Gerwick (1919–2006) - 1981 Hans Wittfoht (1924–2011) - 1983 Karl Kordina (1919–2005) - 1985 Hanno Goffin (1926–2011) - 1987 Volker Hahn (1923–2011) - 1989 Franco Levi (1914–2009) - 1991 Herbert Kupfer (1927–2013) | - 1993 René Walther (* 1928) - 1995 Jörg Schlaich (1934–2021) - 1997 Hubert K. Hilsdorf (1930–2010) - 1999 Josef Eibl (1936–2018) - 2001 Gert König (1934–2021) - 2003 Wieland Ramm (* 1937) - 2005 Peter Schießl (1943–2017) - 2007 Theodor Baumann (* 1941) - 2009 Konrad Zilch (1944–2023) - 2011 Holger Svensson (* 1945) - 2013 Hans-Wolf Reinhardt (* 1939) - 2015 Karl Morgen (* 1952) - 2017 Jürgen Schnell (* 1953) - 2019 Manfred Curbach (* 1956) - 2021 Josef Hegger (* 1954) - 2023 Werner Sobek (* 1953) - 2025 Konrad Bergmeister (* 1959) |